# Паго-Ровањано (Л'Аквила)
Паго-Ровањано (итал. Pago-Rovagnano) је насеље у Италији у округу Л'Аквила, региону Абруцо.
Према процени из 2011. у насељу је живело 46 становника. Насеље се налази на надморској висини од 848 м.